# Fundación CAMBIE
La Fundación CAMBIE nace de la Universidad Científica del Sur para satisfacer la necesidad de fomentar una conciencia ambiental dentro de la sociedad peruana.   

## Organización
La Fundación es parte de la Universidad Científica del Sur y posee un Consejo presidido por José Dextre Chacón. 

## Misión
La Fundación CAMBIE tiene la misión de construir la conciencia ambiental en la sociedad peruana como las bases para un desarrollo sustentable, así como también promover y reconocer proyectos que contribuyan a la conservación y desarrollo sostenible de los recursos naturales. 

## Visión
La Fundación busca ser una institución reconocida por su compromiso con la educación para la conservación, la protección y uso sostenible de los recursos naturales, así como difusión y reconocimiento de las acciones que hayan contribuido a este fin.

## Premio CAMBIE
El Premio Anual CAMBIE - Premio a la Conservación Ambiental, fue instituido el año 2002 por la Universidad Científica el Sur con el fin de honrar los esfuerzos de individuos, instituciones gubernamentales y organizaciones no gubernamentales que hayan contribuido significativamente a la conservación del medio ambiente y al uso sostenible de los recrsos naturales, especialmente, en el caso de iniciativas que puedan servir de inspiración o que contribuyan un ejemplo práctico para otros.

### Categorías
- Promoción del desarrollo sostenible
- Uso de tecnologías limpias
- Ecoturismo
- Mejora del hábitat urbano
- Conservación de áreas silvestres
- Conservación de especies silvestres
- Investigación
- Educación ambiental
- Comunicación ambiental
- Medalla Mikko Phyhala

### Galardonados
Algunos galardonados:
- Mikko Phyhala
- Bárbara d'Achille
- Heinz Plenge
- Antonio Brack Egg
- Carlos Peñaherrera
- Emma Cerrate
- Rafo León
- INKATERRA
- Municipalidad de Lima
- Municipalidad Distrital de Carhuaz
- Asociación Cultural Pirámide
- Centro de Conservación, Investigación y Manejo de Áreas Naturales (CIMA)